# Töss (Fluss)
Die Töss [ˈtøːsː] ist ein etwa 60 km langer Fluss im Osten des Schweizer Kantons Zürich. Sie entspringt im Kanton St. Gallen und fliesst um den Tössstock ins Zürcher Oberland. Bei der «Tössscheidi» vereinigen sich die beiden Quellbäche Vordere Töss und  Hintere Töss. Der Fluss durchfliesst das Tösstal gegen Norden und mündet mit einer mittleren Wasserführung von knapp 10 m³/s zwischen Teufen und Tössriederen an der Tössegg in den Rhein.

## Name
Der Gewässername ist erst relativ spät belegt, um 1483 (das wasser, genannt die Töss), und gehört wohl zum Verb tosen. Abgeleitete Ortsnamen sind schon etwas früher fassbar, so Tössegg (locum dictum Tossegge 1216), Tössriederen (apud Tossriedern 1277), und als Herkunftsname «Tösser» (dicti Tösserre 1267).

## Geographie

### Verlauf
Die Landschaften um den 60 Kilometer langen Fluss Töss sind im oberen und unteren Talbereich sehr unterschiedlich. Im oberen Einzugsbereich liegt das Tössbergland, in das sich die Töss und ihre Seitenbäche während der Eiszeit, die den höchsten Gipfeln des Berglands Eisfreiheit beschert hatte, in den aus Nagelfluh und Sandstein (Molasse) aufgebauten Untergrund einzuschneiden begannen. Daher entstand hier eine eigenartige Bergwelt mit einem nur recht schmalen Haupttal, aber tobelartigen Seitentälern und hochliegenden Terrassen. Die wilde Landschaft steht heute ein wenig im Widerspruch zur «gezähmten» Töss, der man durch eine 1876 durchgeführte Flusskorrektur die Möglichkeit zu mäandrieren genommen hat. Unterhalb Sennhof, im Abschnitt Leisental, zwischen Eschenberg und Kyburg, hat die Stadt Winterthur auf kurzen Strecken der Töss die Fluss-Verbauungen nicht erneuert, sondern mit Baggern Raum zur Renaturierung des Flusses geschaffen. Hier formt die Töss neue Steilufer, Kiesbänke und Flussauen und ermöglicht es früher ansässigen Pflanzen, Lurchen, Fischen, Wasser- und Eisvögeln, sich wieder anzusiedeln. Auf beiden Seiten der Töss sind Wanderwege durch den aufgewerteten Naturraum angelegt.
Ab Winterthur ändert sich das Landschaftsbild erheblich. Durch die Arbeit der eiszeitlichen Gletscher wechseln sich hier die sanfteren Molasse-Hügelzüge mit der breiten, von Schotter und Lehm angefüllten Talsohle ab. Im Wülflinger Hard, dort, wo zur Zeit der Industrialisierung 1802 die erste Fabrik der Schweiz gebaut wurde, bildet die Töss romantische Wasserfälle im Sandstein-Molassegrund. Der Ort wird im Volksmund «Affenschlucht» genannt und zum Planschen, Schwimmen und Wasserspringen benützt.
Das dichtbewaldete, durch die starke und tiefe Zertalung für den Ackerbau kaum geeignete Tössbergland war bis in die Neuzeit hinein ein armes Bauernland geblieben, in dem sich die Menschen nur durch Flössholz und Köhlerei ein Zubrot verdienen konnten oder mit Kellenschnitzen, Korbflechten und entsprechender Hausiererei, mit Garnspinnen und Handweberei, später auch mit Streichholzfabrikation.
Das untere Tösstal liegt zwischen Irchel und Dättenberg, die steilen Uferhänge bilden eine Verkehrsbarriere. Durch seine tiefe Lage konnte sich hier traditionell der Ackerbau ausbilden, und die sonnenbeschienenen Hänge lieferten seit alters her eine gute Grundlage für den Weinbau.

### Einzugsgebiet
Das 441,43 km² grosse Einzugsgebiet der Töss liegt im Schweizer Mittelland und wird durch sie über den Rhein zur Nordsee entwässert.
Es grenzt
- im Nordosten an das Einzugsgebiet der Thur, die in den Rhein mündet;
- im Osten an die Einzugsgebiete der Thur-Zuflüsse Murg, Gonzenbach und Dietfurterbach;
- im Südosten an das des Goldingerbachs, der über den Aabach und die Limmat in die Aare entwässert;
- im Südwesten und Westen an das der Glatt, die in den Rhein mündet.

Das Einzugsgebiet besteht zu 42,8 % aus bestockter Fläche, zu 40,8 % aus Landwirtschaftsfläche, zu 15,2 % aus Siedlungsfläche und zu 1,2 % aus unproduktiven Flächen.
Die Flächenverteilung
Die mittlere Höhe des Einzugsgebietes beträgt 622,9 m ü. M., die minimale Höhe liegt bei 350 m ü. M. und die maximale Höhe bei 1289 m ü. M.

### Zuflüsse
Die Töss hat vier Zuflüsse mit über 20 km² Einzugsgebiet, es sind nacheinander die linke Kempt, die rechte Eulach, der rechte Näfbach und der linke Wildbach.
Weitere  Zuflüsse vom Ursprung zur Mündung mit Einzugsgebieten
Ursprung des Töss auf 796 m ü. M. nordwestlich des Tössstocks bei Tössscheidi an der Gemeindegrenze zwischen Wald und Fischenthal
- Vordere Töss, linker Oberlauf, 3,6 km²; entspringt am Nordhang des Schwarzenbergs
- Hintere Töss oder Hindertöss, rechter Oberlauf, 5,7 km²; entspringt am Südosthang der Schindelberghöchi
- Brüttenbach, von rechts auf knapp 724 m ü. M. bei Fischenthal-Ohrüti, 4,3 km²; entspringt am Westhang des Schnebelhorns
- Mühlebach, von links vor Fischenthal-Steg im Tösstal, 11,6 km²
- Fuchslochbach, von rechts in Steg im Tösstal, 7,8 km²
- Tobelbach, von rechts bei Bauma-Hintertüfenbach, 3,8 km²
- Kollerbach, von links bei Bauma-Seewadel, 3,4 km²
- Wissenbach, von links in Bauma, 7,0 km²
- Lochbach, von rechts in Bauma-Saland, 5,5 km²
- Steinenbach, von rechts vor Turbenthal-Tablat, 17,8 km²
- Chatzenbach, von rechts in Turbenthal, 6,7 km²
- Tobelbach, von links gegenüber Zell-Rikon, 18,7 km²
- Bäntalbach, von rechts am Ortsanfang von Zell-Kollbrunn, 5,3 km²
- Wissenbach oder Weissenbach, von links gegenüber Kollbrunn, 10,3 km²
- Bolsternbach, von rechts am Ortsende von Kollbrunn, 4,6 km²
- Beerentalbach, von rechts bei Winterthur-Sennhof, 1,8 km²
- Steintobelbach, von rechts nach Sennhof, 1,2 km²
- Brüelbach, von links nordöstlich von Illnau-Effretikon-Kyburg, 1,2 km²
- Brandrütibach, von links westlich von Kyburg, 2,2 km²
- Kempt, von links gegenüber dem Winterthurer Reitplatz, 62,5 km²
- Hinterer Chrebsbach, von rechts nach dem Reitplatz, 1,7 km²
- Eulach, von rechts in Winterthur-Wülflingen, 73,6 km²
- Näfbach, von rechts nach Neftenbach-Tössallmend, 36,2 km²
- Mülibach, von links bei Pfungen, 10,0 km²
- Wildbach, von links in Rorbas, 28,6 km²

### Orte
Reihenfolge flussabwärts.
- Steg im Tösstal (Dorf, vorwiegend rechts)
- Bauma (Dorf, vorwiegend links)
- Saland (Dorf, vorwiegend links)
- Tablat (Dorf, rechts)
- Wila (Dorf, vorwiegend links)
- Turbenthal (Dorf, rechts)
- Zell (Dorf, rechts)
- Rikon im Tösstal (Dorf, vorwiegend rechts)
- Kollbrunn (Dorf, rechts)
- Sennhof (Aussenwacht und Quartier der Stadt Winterthur, vorwiegend rechts)
- Kyburg (Dorf, links)
- Stadt (Stadtkreis von Winterthur, vorwiegend rechts)
- Töss (Stadtkreis von Winterthur)
- Wülflingen (Stadtkreis von Winterthur)
- Neftenbach (Dorf, rechts)
- Pfungen (Dorf, links)
- Dättlikon (Dorf, rechts)
- Embrach (Dorf, links)
- Freienstein-Teufen (Dorf, rechts)
- Rorbas (Dorf, links)

## Hydrologie
Bei der Mündung der Töss in den Rhein beträgt ihre modellierte mittlere Abflussmenge (MQ) 9,93 m³/s. Ihr Abflussregimetyp ist pluvial inférieur, und ihre Abflussvariabilität beträgt 25.

## Geschichte
Erst die im 17. Jahrhundert eingeführte Baumwollspinnerei schuf eine gute Existenzgrundlage, was einen Bevölkerungszuwachs und damit eine stärkere Besiedlung nach sich zog, so dass sich diese Gegend zu einem der am stärksten industrialisierten Gebiete der Schweiz entwickelte. Die Energiequelle Töss ermöglichte den Betrieb von Baumwollspinnereien, die aber nur zögerlich zur Fabrikarbeit übergingen. So kam es ab der Mitte des 19. Jahrhunderts zum Umkehrtrend, dass nämlich die Mechanisierung der Weberei eine Entvölkerung der Berggebiete nach sich zog. Viele der ausgedehnten Waldgebiete von heute gehen auf Aufforstungen von Wiesen und Weiden jener Zeit zurück.
Während der Frühindustrialisierung wurden am Tössufer Textilfabriken gebaut, die ihre Maschinen mit Wasserrädern und Turbinen betrieben. Um 1900 wurden die Fabriken elektrifiziert und mit den Wasserkraftwerken Strom produziert.
Das Flussbett trocknet im Abschnitt zwischen Steg im Tösstal und Turbenthal wegen der Versickerung bereits nach ein paar Tagen ohne Regen aus, und der Fluss fliesst dort als Grundwasserstrom weiter. Bis im 19. Jahrhundert hat man das ausgetrocknete Flussbett als Verkehrsweg genutzt.
Nach der Töss ist ein heutiger Stadtteil Winterthurs benannt, der vom Fluss durchflossen wird, siehe Töss (Winterthur).

## Brücken

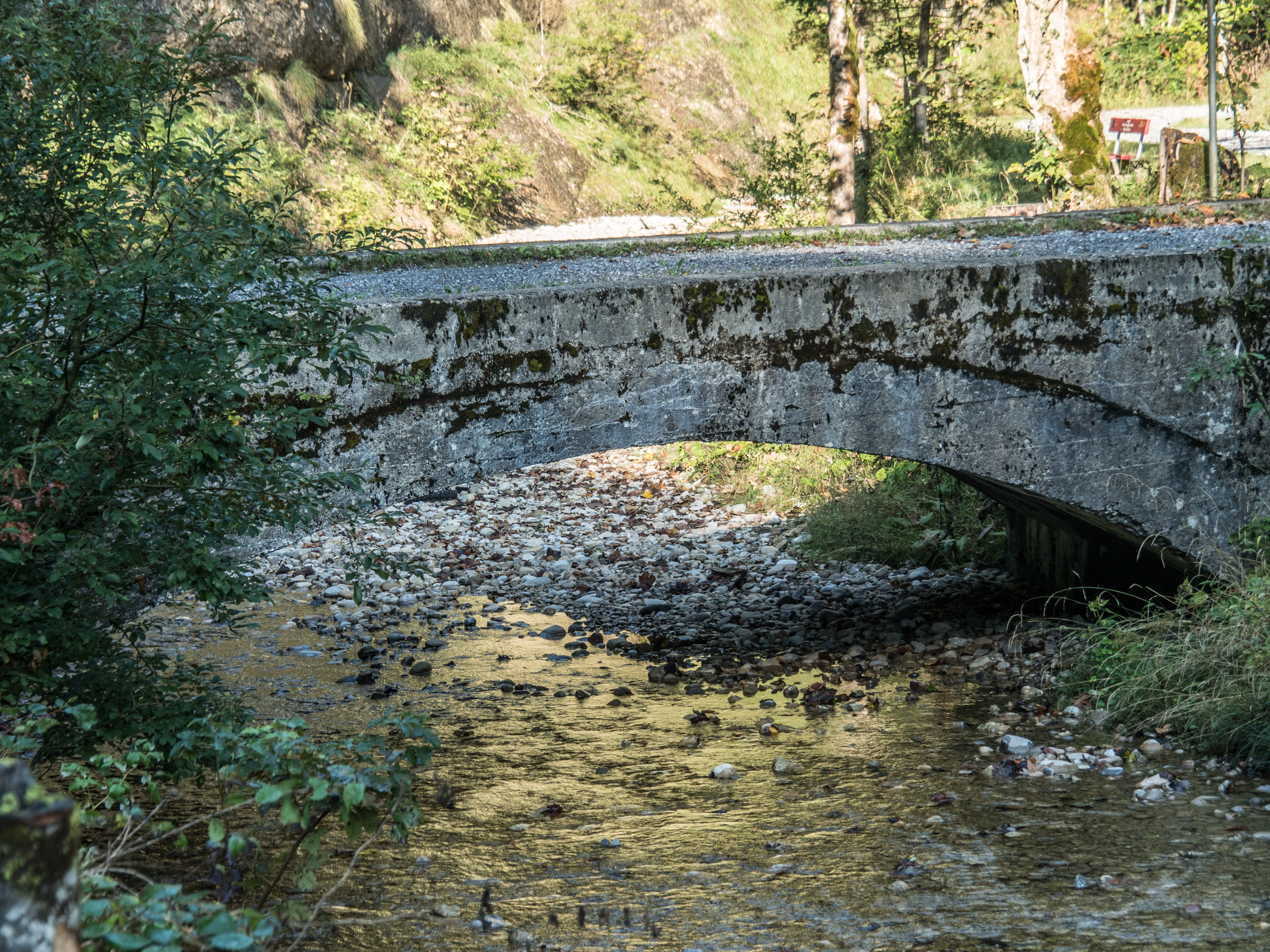
Tössscheidi Brücke über die Hintere Töss, Steg im Tösstal ZH – Wald ZH

Auf ihrem Weg wird die Töss von rund 100 Brücken überspannt, vom raffinierten Schwemmsteg zu den historischen Stahlfachwerkbrücken bis zur modernen Betonbrücke – das sind die Übergänge im Tösstal.